# واقعه میدان توپخانه
واقعهٔ میدان توپخانه مجموعه اتفاقاتی است که در بیست روز اواخر آذر و اوائل دی ماه ۱۲۸۶ ه‍.خ اتفاق افتاد و طی آن کشمکش بین محمد علی شاه و مجلس و مردم به اوج خود رسید و سپس به‌طور موقت فروکش کرد.

## پیشینه
بعد از برگزاری باشکوه سالگرد فرمان مشروطیت و تأسیس مجلس ملی و پس از کشته شدن علی‌اصغر خان امین‌السلطان، و هم چنین پافشاری مجلس برای تصویب متمم قانون اساسی، اختلاف بین مجلس و دربار شدت یافت و سعدالدوله و درباریان شاه را ضد مجلس تحریک و ترغیب می‌کردند. مجلس نیز با حمایت انجمن‌ها در صدد تقویت ارکان مشروطیت و تجهیز و تدارک محافظت از خود بود.

## شروع واقعه
از روز شنبه ۸ و یکشنبه ۹ ذی‌القعده ۱۳۲۵ (۲۲ آذر ۱۲۸۶) گروه‌هایی از اراذل و اوباش به سرکردگی صنیع حضرت و مقتدر نظام و به اشارهٔ دربار به طرف مجلس و مسجد سپهسالار در میدان بهارستان هجوم برده، اقدام به عربده‌کشی و تظاهرات علیه مشروطه و مجلسیان نمودند.

## جبههٔ مجلس
به دنبال افزایش تنش بین مجلسیان و دربار، از روزهای پیش مجلس در تدارک اقدامات حفاظتی بوده‌است. هر انجمن در حجره‌ای از مسجد سپهسالار مستقر می‌شود و نام خود را بالای حجره نصب می‌نماید. انجمن آذربایجان، شاه‌آباد و انجمن‌های دیگر، افراد خود را مسلح کرده، به نگهبانی می‌پردازند. سخنرانان و گویندگان مانند ملک المتکلمین، سید محمدرضا مساوات شیرازی، میرزا جهانگیر خان صوراسرافیل نطق‌های مهیج ایراد کرده، اعضای انجمن و مردم را به مقاومت دعوت می‌کنند. مخارج شام و ناهار از طرف کمیسیون مخصوص مجلس پرداخته می‌شود.
در این ایام کار و کسب تعطیل می‌شود و مردم گروه‌گروه در مقابل مجلس و مسجد تجمع دارند و با وجودی که از مخالفان تحریکات ادامه دارد، اما نزاع و زدوخوردی جدی پیش نمی‌آید. احتشام‌السلطنه (رئیس مجلس) و وکلای آذربایجان ادارهٔ انجمن‌ها را نظارت می‌کنند.

## جبههٔ مخالف
پس از این که نیروهای طرفدار مشروطه اراذل و اوباش را از مسجد بیرون کردند آن‌ها بعد از دشنام و تهدید و تیراندازی به در مجلس به طرف میدان توپخانه رفته، چادرهایی برپا نمودند. جبههٔ استبداد از سه گروه تشکیل می‌شد.
گروه اول جمعی اراذل و اوباش سنگلج به سرکردگی مقتدر نظام و لوطی‌های چاله‌میدان به سرکردگی صنیع حضرت.
گروه دوم فراشان و غلامان کشیکخانه و سربازان فوج و اَستَرداران و شترداران امیر بهادر جنگ.
گروه سوم دینداران عامی به سرکردگی شیخ فضل‌الله نوری و سید علی یزدی و میرزا ابوطالب زنجانی و ملا محمد آملی که گروه روحانیان دربار را تشکیل می‌دادند.
این سه گروه حول محور مبارزه و مخالفت با مشروطه بودند و به دستور دربار از هیچ اقدامی فروگزار نمی‌کردند.

## وقایع آن چند روز
در جبههٔ استبداد، عربده‌کشی و تهدید مجلسیان ادامه داشت و روزها آش و پلو به‌طور مفصل تدارک دیده می‌شد و شب‌ها مشروب بسیار حاضر بود و فواحش رفت‌وآمد می‌کردند. روحانیان حاضر در چادرها این گونه منکرات را علناً مشاهده می‌کردند و همه را صواب می‌دانستند. روز دوم سید محمد یزدی بالای توپ نشست و علیه مشروطه سخنرانی می‌کند، جوانی عنایت‌الله نام در میان مردم سخنی می‌گوید که بوی مخالفت با او را دارد. اراذل و اوباش به وی حمله کرده، با قمه او را قطعه‌قطعه می‌نمایند.
در جبههٔ مجلس و مشروطه‌خواهان، تدارک دفاع از مجلس به عهدهٔ افراد انجمن‌ها که مسلح شده‌اند قرار داده می‌شود. ادارهٔ مدافعهٔ ملی به ریاست معاضدالسلطنه تشکیل شد و انجمن آذربایجان امور اجرایی آن را عهده‌دار بود.

## صلح بی‌اساس
بعد از ۲۰ روز کشمکش بی‌نتیجه، محمدعلی شاه تسلیم درخواست مجلسیان شده، پشت جلد قرآن را امضا و مهر می‌کند که حافظ ارکان مشروطیت باشد و تبعیدشدگان را برگرداند و اوباش را از میدان جمع کند و صنیع حضرت و مقتدر نظام را تبعید نماید. البته مجلس نیز موقعیت مناسبی را که به دست آورده بود و می‌توانست با مقاومت خود حوادث آینده را خنثی کند از دست داد. آینده‌ای که ادامهٔ دسایس دربار و حوزهٔ استبدادی آن را رقم خواهد زد.